# Hypena minna
Hypena minna là một loài bướm đêm trong họ Erebidae.